# Иида, Дакоцу
Дакоцу Иида (яп. 飯田蛇笏 Иида Дакоцу) — японский поэт.

## Жизнеописание
Родился 1885 году в селе Сакаигава (префектура Яманаси). Учился на литературном факультете университета Васэда, где изучал английскую литературу и начал писать стихи, которые посылал в редакцию журнала «Хототогису». Его хайку очень понравились Такахаме Кёси — редактору журнала, который всячески поддерживал молодого поэта, печатая его произведения и отмечая несомненный талант Ииды Дакоцу в своих критических статьях и поэтических обзорах. В ответ за дружескую поддержку известного поэта, Иида Дакоцу всегда считал и называл Такахаму Кёси своим учителем.
По семейным обстоятельствам Иида Дакоцу в 1909 году вынужден был оставить учёбу в университете, вернуться в деревню на родительскую ферму и практически всю жизнь заниматься сельским хозяйством. Однако это не помешало ему писать хайку. С 1914 года он вновь начинает регулярно присылать в редакцию «Хототогису» свои стихи.
Весеннее равноденствие.

Над воротами горного храма

Плывут куда-то облака…
Его поэзия отличалась на фоне других произведений японских поэтов XX века своей романтичностью, лиризмом и даже сказочностью. Но довольно часто в ней звучали также трагические мотивы, поскольку во время Второй мировой войны Иида Дакоцу потерял двух сыновей.
Сторонник классического стиля хайку, поэт не чурался также ярких метафор и сравнений, современной лексики, которые придавали его произведениям поэтичность, делали их актуальными. Кроме последнего итогового собрания своих стихов хайку «Гэндай хайку бунгаку дзэнсю» (Токио: Кадокава сётэн, 1957), Иида Дакоцу издал при жизни ещё несколько сборников собственных поэтических произведений, среди которых самой популярной среди читателей была его книга «Стихи горных тропинок» («Санро-сю», 1932).
Его сын, поэт и журнальный редактор Рюта Иида, также был широко известен как автор хайку.